# Villers-Faucon Communal Cemetery Extension
Villers-Faucon Communal Cemetery Extension is een Britse militaire begraafplaats met gesneuvelden uit de Eerste Wereldoorlog en gelegen in de Franse gemeente Villers-Faucon (departement Somme). De begraafplaats werd ontworpen door Herbert Baker en ligt ruim 500 m ten noorden van het dorpscentrum (Église Notre-Dame). Ze is een uitbreiding van de gemeentelijke begraafplaats en herbergt Britse en Duitse gesneuvelden. Het terrein heeft een min of meer vierkantig grondplan en wordt omsloten door een haag. Het Cross of Sacrifice staat op een verhoogd terras tegen de westelijke rand. Vanuit de gemeentelijke begraafplaats betreedt men via een open toegang tussen natuurstenen zuiltjes en een drietal treden de militaire uitbreiding.
Er liggen 525 doden begraven waaronder 177 niet geïdentificeerde.
De begraafplaats wordt onderhouden door de Commonwealth War Graves Commission.

## Geschiedenis
Villers-Faucon werd op 27 maart 1917 door de 5th Cavalry Division veroverd maar werd een jaar later terug uit handen gegeven. Op 7 september 1918 werd het definitief door het III Corps heroverd. Wegens plaatsgebrek op de gemeentelijke begraafplaats werd noordwestelijk ervan een militaire uitbreiding aangelegd. Deze werd in april 1917 aangelegd door de cavalerie en verder gebruikt door de 42nd (East Lancashire) Division en andere gevechtstroepen tot maart 1918. Vanaf dan werd ze gebruikt door Duitse troepen en in september en oktober 1918 werden de bijzettingen door de Britten hervat. Na de wapenstilstand werden nog graven vanuit de omgeving naar hier overgebracht.
Onder de geïdentificeerde slachtoffers zijn er 297 Britten, 10 Indiërs, 7 Australiërs, 1 Nieuw-Zeelander en 33 Duitsers. Zes slachtoffers worden herdacht met Special Memorials omdat hun graven niet meer gelokaliseerd konden worden en men neemt aan dat ze zich onder naamloze grafzerken bevinden.

### Onderscheiden militairen
- de majoors Frederick St. John Atkinson en Arthur Ion Fraser van de 9th Hodson's Horse en Ernest Evelyn Rich van de Royal Horse Artillery werden onderscheiden met de Distinguished Service Order (DSO).
- Henry Spencer Semple, majoor bij de Royal Engineers, Leslie Feargus Robinson, luitenant bij de Royal Field Artillery en William George Currie, onderluitenant bij het Lincolnshire Regiment werden onderscheiden met het Military Cross (MC).
- de korporaals T. Jackson, W.B. Standell, T. Uttley en J.I. Wootton en de soldaten J.T. Wilde en John Durrie-Davidson Turner werden onderscheiden met de Military Medal (MM).